# Walther Nernst
Walther Hermann Nernst (1864-1941) là nhà hóa học nổi tiếng người Đức. Ông đoạt Giải Nobel Hóa học năm 1920 nhờ công trình khoa học sau: Nghiên cứu, tính toán về ái lực hóa học và định luật 3 của nhiệt động lực học.

## Sự nghiệp
Walther Hermann Nernst là cựu học sinh xuất sắc của hai trường Đại học Göttingen và Đại học Graz. Ông vào học tại trường Đại học Graz từ năm 1886. Khi bắt đầu công việc của một nhà khoa học, ông làm việc chủ yếu tại Đại học Berlin. Ông có sự cộng tác với một số nhà hóa học khác, nổi bật là sự hợp tác với nhà hóa học người Mỹ Hermann Irving Schlesinger tại Đại học Berlin hay Hans von Euler-Chelpin tại Đại học Göttingen. Ông cũng tham gia những buổi hội thảo của Hiệp hội Vật lý Đức, nơi quy tụ của rất nhiều nhà khoa học danh tiếng, trong đó có Albert Einstein. Ông còn là người phát triển định luật 3 của nhiệt động lực học trong khoảng thời gian từ năm 1906 đến năm 1912. Đây là một trong hai công trình khoa học giúp ông giành Giải Nobel Hóa học năm 1920.

## Tôn vinh
24748 Nernst là tiểu hành tinh được đặt theo tên của Walther Nernst để tôn vinh nhà hóa học người Đức này.